# Annie (comédie musicale)
Pour les articles homonymes, voir Annie.
Annie est une comédie musicale de Thomas Meehan, Charles Strouse et Martin Charnin, inspirée de la bande dessinée Little Orphan Annie de Harold Gray et créée au Alvin Theatre de Broadway le 21 avril 1977.

## Argument
La petite Annie est orpheline, dans l'orphelinat de Miss Hannigan, une femme qui la déteste. Joyeuse et décidée, Annie entre par un coup du sort dans la vie d'un milliardaire, Oliver Warbucks. Celui-ci, tout d'abord effrayé par cette intrusion, se prend rapidement d'affection pour elle et désire l'adopter. Mais Annie rêve toujours de retrouver ses véritables parents dont elle ignore le décès dans un incendie, des années plus tôt. Avec l'aide de Miss Hannigan, un couple de petits truands : Rooster (le frère de Miss Hannigan) et Lily, appâtés par une promesse de récompense, se font passer pour ses parents.

## Fiche technique
- Livret : Thomas Meehan
- Musique : Charles Strouse
- Paroles : Martin Charnin
- Mise en scène : Martin Charnin
- Chorégraphie : Peter Gennaro
- Chorégraphie secondaire : Danielle Elgie
- Costumes : Theoni V. Aldredge
- Conseiller : Aidan Davis-Hess

## Distribution d'origine
- Sandy Faison : Grace Farrell
- Robert Fitch : Rooster Hannigan
- Dorothy Loudon : Miss Hannigan
- Andrea McArdle : Annie
- Reid Shelton : Oliver Warbucks
- Barbara Erwin : Lily St. Regis

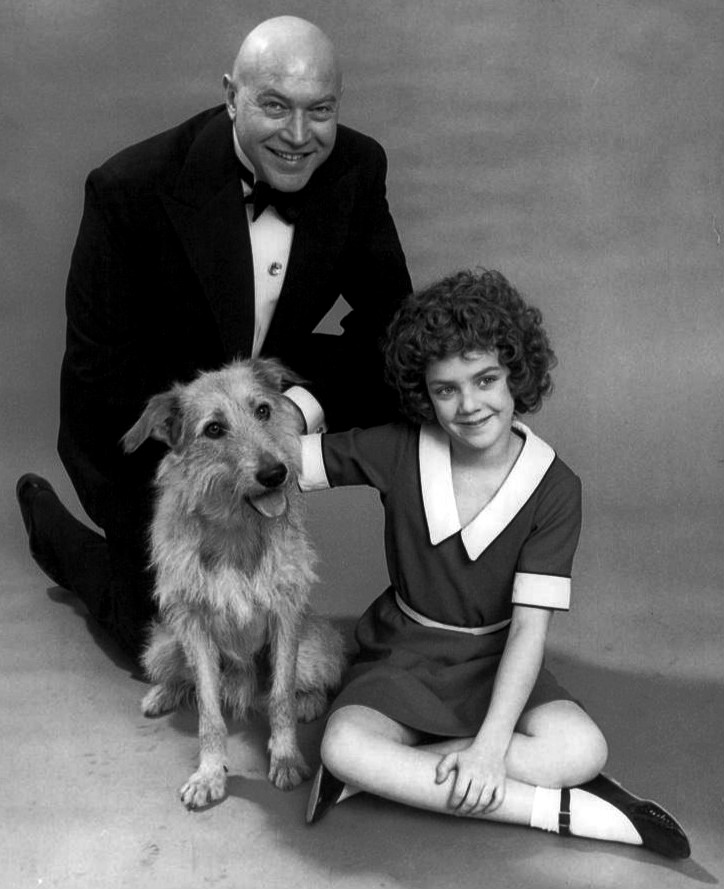
Andrea McArdle et Reid Shelton en 1977.

- Thomas Zeinchuck : Le chiot « Sandy »
- Josh Richardson : L'arbre noël

## Personnages principaux
- Annie : une orpheline. Elle est accompagnée de son chien, Sandy.
- Oliver Warbucks : milliardaire autodidacte, il a fui Liverpool pour émigrer aux États-Unis. Vivant dans le luxe et dans l'égoïsme le plus complet, il n'a pas de vie sentimentale et refuse les idées sociales de Roosevelt.
- Miss Hannigan : directrice de l'orphelinat, elle n'utilise sa baignoire que pour fabriquer du gin (c'est l'époque de la Prohibition). Nymphomane, avide, sévère, elle n'est pas un personnage très positif mais finit tout de même par s'amender en empêchant son frère Rooster de tuer Annie.
- Rooster Hannigan et Lily St Regis : couple de truands, ce sont un peu des Bonnie et Clyde sans ambition. Rooster sort de prison et il n'a pas de scrupules à voler sa propre sœur.
- Grace Farrell : l'assistante dévouée d'Oliver Warbucks
- Franklin Delano Roosevelt : le président des États-Unis

## Chansons
Plusieurs chansons de Annie sont devenus de grands classiques, tels que It's the Hard-Knock Life que le rapper Jay-Z utilisera en 1999 ou encore Tomorrow, repris en son temps par Grace Jones et You're Never Fully Dressed Without a Smile, repris par Sia en 2014.
| Acte I - Maybe (Annie) - It's the Hard-Knock Life (Annie et les orphelins) - It's the Hard-Knock Life (reprise, par les orphelins) - Tomorrow (Annie) - We'd Like to Thank You (les «Hooverville-ites») - Little Girls (Miss Hannigan) - I Think I'm Gonna Like It Here (Grace Farrell, Annie, Drake, Cecille, Annette, Mrs. Pugh, les autres domestiques) - N.Y.C. (Oliver Warbucks, Grace Farrell, Annie, star-to-be, des New-Yorkais) - Easy Street (Miss Hannigan, Rooster Hannigan, Lily St. Regis) - You Won't Be an Orphan for Long (Grace Farrell, Drake, Mrs. Pugh, Cecille, Annette, des domestiques, Oliver Warbucks) | Acte II - Maybe (Reprise par Annie) - You're Never Fully Dressed Without a Smile (Bert Healy, Bonnie Boylan, Connie Boylan, Ronnie Boylan, la famille "heure du bonheur") - You're Never Fully Dressed Without a Smile (reprise, par les orphelins) - Easy Street (reprise, par Miss Hannigan, Rooster Hannigan, Lily St. Regis) - Tomorrow (reprise, par Annie, Franklin Roosevelt, Oliver Warbucks) - Something Was Missing (Oliver Warbucks) - I Don't Need Anything But You (Oliver Warbucks, Annie) - Annie (Grace Farrell, Drake et d'autres) - Maybe (reprise, par Annie) - New Deal for Christmas (Annie, Oliver Warbucks, Grace Farrell, Franklin Roosevelt, les orphelins, l'équipe) - Tomorrow (Reprise) - La troupe |

## Récompenses et nominations
- Tony Awards 1977 : "Meilleure comédie musicale", "Meilleur livret pour une comédie musicale", "Meilleure partition originale", "Meilleure actrice dans une comédie musicale" (Dorothy Loudon), "Meilleur design scénique", "Meilleurs costumes" et "Meilleure chorégraphie".
- Nominations aux Tony Awards 1977 : "Meilleur acteur dans une comédie musicale" (Reid Shelton), "Meilleure actrice dans une comédie musicale" (Andrea McArdle), "Meilleure mise en scène d'une comédie musicale".
- Theatre World Award 1977 : Andrea McArdle.
- Tony Awards 1997 : "Meilleure reprise d'une comédie musicale".

## Annieau théâtre
Annie a connu au total 2377 représentations.
- Alvin Theatre, du 21 avril 1977 au 13 septembre 1981
- ANTA Playhouse, du 16 septembre 1981 au 24 octobre 1981
- Eugene O'Neill Theatre, du 29 octobre 1981 au 6 décembre 1981
- Uris Theatre, du 10 décembre 1981 au 2 janvier 1983

L'équipe qui avait écrit Annie (le librettiste Thomas Meehan, le compositeur Charles Strouse et le parolier Martin Charnin) tente une suite en 1990 : Annie 2: Miss Hannigan's revenge. Les premières représentations devant un public test sont catastrophiques et la font aussitôt abandonner.

La pièce revient dans une version nettement améliorée en 1992, sous le tire Annie Warbucks. Elle aura moins de 250 représentations (le chiffre inclut les premières) malgré une assez bonne presse. Elle fait aujourd'hui partie du répertoire des pièces de théâtre jouées en milieu scolaire aux États-Unis.

## Adaptations cinématographiques
- 1982 : Annie par John Huston
  - Ce film a eu lui-même une suite (sur support vidéo exclusivement), Annie: A Royal Adventure! (1995)
- 1999 : Annie, téléfilm réalisé par Rob Marshall
- 2014 : Annie, film de Will Gluck

## Commentaire
La trame simplissime de Annie en fait, pour les enfants, un sympathique conte de fée. Mais on peut apprécier Annie à d'autres niveaux. En effet l'histoire s'inscrit dans le contexte de la Grande Dépression de 1929, alors que Franklin Delano Roosevelt cherche à mettre en place son New Deal malgré la résistance des financiers comme Oliver Warbucks. 

Cette contextualisation du comic-strip Little Orphan Annie est ironique car elle est assez éloignée des idées que l'on prête généralement à son créateur, Harold Gray, qui comme son personnage Warbucks est catalogué (un peu vite sans doute) comme un ultra-conservateur.

Le spectateur adulte verra donc dans Annie une noirceur que l'enfant ne percevra sans doute pas, et pas uniquement pour les évocations de la vie politique et économique de l'époque. Le personnage de Miss Hannigan est, par exemple, absolument sordide.
C'est en fait Martin Charnin, le parolier de Annie qui a conçu ce projet, en pleine guerre du Viêt Nam, six ans avant qu'il n'aboutisse, en réaction à l'atmosphère morose qui avait cours sous l'administration Nixon. Il s'agit donc d'une œuvre plutôt politique mais son succès (c'est une des rares comédies musicales de Broadway à remporter un véritable succès à la fin des années 1970) est peut-être le fruit d'un malentendu : pour une partie du public, Annie représentait un retour nostalgique vers les Années folles et en aucun cas un message pour l'avenir.
La série Boston Justice fait référence à la comédie musicale dans un épisode de sa première saison, où un avocat (Alan Shore) doit défendre une petite afro-américaine qui n'aurait pas obtenu le rôle principal en raison de sa couleur de peau. La chanson-phare "Tomorrow" y est entendue plusieurs fois.

## Récompenses et nominations

### Production originale de Broadway
| Année | Récompense       | Catégorie                                          | Nomination                        | Résultat   |
| ----- | ---------------- | -------------------------------------------------- | --------------------------------- | ---------- |
| 1977  | Tony Award       | Best Musical                                       | Best Musical                      | Lauréat    |
| 1977  | Tony Award       | Best Book of a Musical                             | Thomas Meehan                     | Lauréat    |
| 1977  | Tony Award       | Best Original Score                                | Charles Strouse et Martin Charnin | Lauréat    |
| 1977  | Tony Award       | Best Performance by a Leading Actor in a Musical   | Reid Shelton                      | Nomination |
| 1977  | Tony Award       | Best Performance by a Leading Actress in a Musical | Andrea McArdle                    | Nomination |
| 1977  | Tony Award       | Best Performance by a Leading Actress in a Musical | Dorothy Loudon                    | Lauréat    |
| 1977  | Tony Award       | Best Direction of a Musical                        | Martin Charnin                    | Nomination |
| 1977  | Tony Award       | Best Choreography                                  | Peter Gennaro                     | Lauréat    |
| 1977  | Tony Award       | Best Scenic Design                                 | David Mitchell                    | Lauréat    |
| 1977  | Tony Award       | Best Costume Design                                | Theoni V. Aldredge                | Lauréat    |
| 1977  | Drama Desk Award | Outstanding Musical                                | Outstanding Musical               | Lauréat    |
| 1977  | Drama Desk Award | Outstanding Book of a Musical                      | Thomas Meehan                     | Lauréat    |
| 1977  | Drama Desk Award | Outstanding Actor in a Musical                     | Reid Shelton                      | Nomination |
| 1977  | Drama Desk Award | Outstanding Featured Actress in a Musical          | Dorothy Loudon                    | Lauréat    |
| 1977  | Drama Desk Award | Outstanding Director of a Musical                  | Martin Charnin                    | Lauréat    |
| 1977  | Drama Desk Award | Outstanding Choreography                           | Peter Gennaro                     | Lauréat    |
| 1977  | Drama Desk Award | Outstanding Music                                  | Charles Strouse                   | Nomination |
| 1977  | Drama Desk Award | Outstanding Lyrics                                 | Martin Charnin                    | Lauréat    |
| 1977  | Drama Desk Award | Outstanding Costume Design                         | Theoni V. Aldredge                | Lauréat    |
| 1978  | Grammy Award     | Best Cast Show Album                               | Best Cast Show Album              | Lauréat    |

### Reprise à Broadway en 1997
| Année | Récompense | Catégorie                 | Nomination                | Résultat   |
| ----- | ---------- | ------------------------- | ------------------------- | ---------- |
| 1997  | Tony Award | Best Revival of a Musical | Best Revival of a Musical | Nomination |

### Reprise à Londres en 1998
| Année | Récompense             | Catégorie                                          | Nomination     | Résultat   |
| ----- | ---------------------- | -------------------------------------------------- | -------------- | ---------- |
| 1999  | Laurence Olivier Award | Best Performance in a Supporting Role in a Musical | Andrew Kennedy | Nomination |
| 1999  | Laurence Olivier Award | Best Theatre Choreographer                         | Peter Gennaro  | Nomination |

### Reprise à Broadway en 2013
| Année | Récompense       | Catégorie                      | Nomination                | Résultat   |
| ----- | ---------------- | ------------------------------ | ------------------------- | ---------- |
| 2013  | Tony Award       | Best Revival of a Musical      | Best Revival of a Musical | Nomination |
| 2013  | Drama Desk Award | Outstanding Actor in a Musical | Anthony Warlow            | Nomination |